# Cécile Brunschvicg
Pour les articles homonymes, voir Brunschvicg.
Cécile Kahn, dite Cécile Brunschvicg, née le 19 juillet 1877 à Enghien-les-Bains (Seine-et-Oise) et morte le 5 octobre 1946 à Neuilly-sur-Seine (Seine), est une femme politique et féministe française.

## Biographie

### Jeunesse et formation
Cécile Kahn grandit dans une famille bourgeoise républicaine de confession juive. Son père, Arthur Kahn, est un industriel alsacien, chevalier de la Légion d’honneur. Son milieu familial n'est pas enclin à laisser les femmes étudier, toutefois elle réussit à obtenir à l'âge de 17 ans son brevet supérieur, qu'elle prépare en secret.
La rencontre avec Léon Brunschvicg, philosophe féministe membre de la Ligue des droits de l'homme, puis vice-président de la Ligue des électeurs pour le suffrage des femmes est décisive. Ils se marient en 1899 et ont, de 1901 à 1919, quatre enfants.

### Engagements politiques et sociaux
Son engagement social et féministe débute en 1908, avec sa participation à la section Travail du Conseil national des femmes françaises (CNFF), puis se prolonge en 1909 avec son adhésion en l'Union française pour le suffrage des femmes. La même année, elle crée les Réchauds de midi qui permettent aux travailleuses de disposer d'un repas chaud le midi. Elle adhère en 1920 au « Soroptimist club » puis, dans les années 1930, à la Ligue pour le relèvement de la moralité publique.
En 1910, elle devient secrétaire générale de l'UFSF puis présidente en 1924. Son projet est de développer l'association en province en créant des comités locaux (Marie-Josèphe Réchard présidente du comité local de Niort ou encore Laure Beddoukh présidente du comité local de Marseille). En mai 1914, elle est secrétaire générale adjointe du mouvement en compagnie de Pauline Rebour et elles développent ensemble les groupes provinciaux. En 1914, elle crée l’Œuvre parisienne pour le logement des réfugiés. Elle est une féministe plus « réformiste » que « révolutionnaire ». Elle défend notamment l'école mixte.
Elle participe aux relogements de réfugiés de la Première Guerre mondiale et devient présidente de la « section Travail » du Conseil national des femmes françaises. Elle aide à la création de centres sociaux et en 1917 à l'École des surintendantes d'usine (les ancêtres des actuelles assistantes sociales). Elle est directrice de l'hebdomadaire La Française à partir de 1926, succédant ainsi à Jane Misme, et y publie de nombreux articles, notamment dans le cadre de son dialogue avec des militants antiféministes comme Marthe Borély.

### Carrière politique
Cécile Brunschvicg adhère en 1924 au Parti républicain, radical et radical-socialiste (ou PRS) qui vient de s'ouvrir aux femmes.
Le PRS la propose pour participer au premier gouvernement de Léon Blum sans la consulter, et elle est nommée sous-secrétaire d'État à l'Éducation nationale en 1936. Son ministre de tutelle est Jean Zay. Elle est avec Suzanne Lacore et Irène Joliot-Curie la première femme membre d'un gouvernement français, alors que les Françaises n'ont pas le droit de vote (ce n'est qu'en 1944 qu'elles l'obtiendront).
Elle participe à la création des cantines scolaires, au développement de la surveillance de la délinquance et des risques sanitaires ainsi qu'à la promotion de l'éducation des filles. En 1937, elle publie le rapport ministériel : La Question de l'alimentation au ministère de l'Éducation nationale : les cantines scolaires. Les femmes peuvent dorénavant être candidates au poste de « rédactrice territoriale ». Le gouvernement Blum tombe à cause de l'opposition du Sénat, et son successeur, Camille Chautemps, ne la reconduit pas dans ses fonctions.

### Seconde Guerre mondiale et décès
Pendant la Seconde Guerre mondiale, en raison de ses origines juives et de sa participation au gouvernement du Front populaire, elle est contrainte de se cacher dans le Midi de la France. Elle change de nom et ne peut être aux côtés de son époux, décédé à Aix-les-Bains, en janvier 1944. Elle est professeure dans un pensionnat de jeunes filles, à Valence. Après la guerre, elle reconstitue l'UFSF. Elle est « présidente d'honneur du Conseil national des femmes radicales socialistes ».

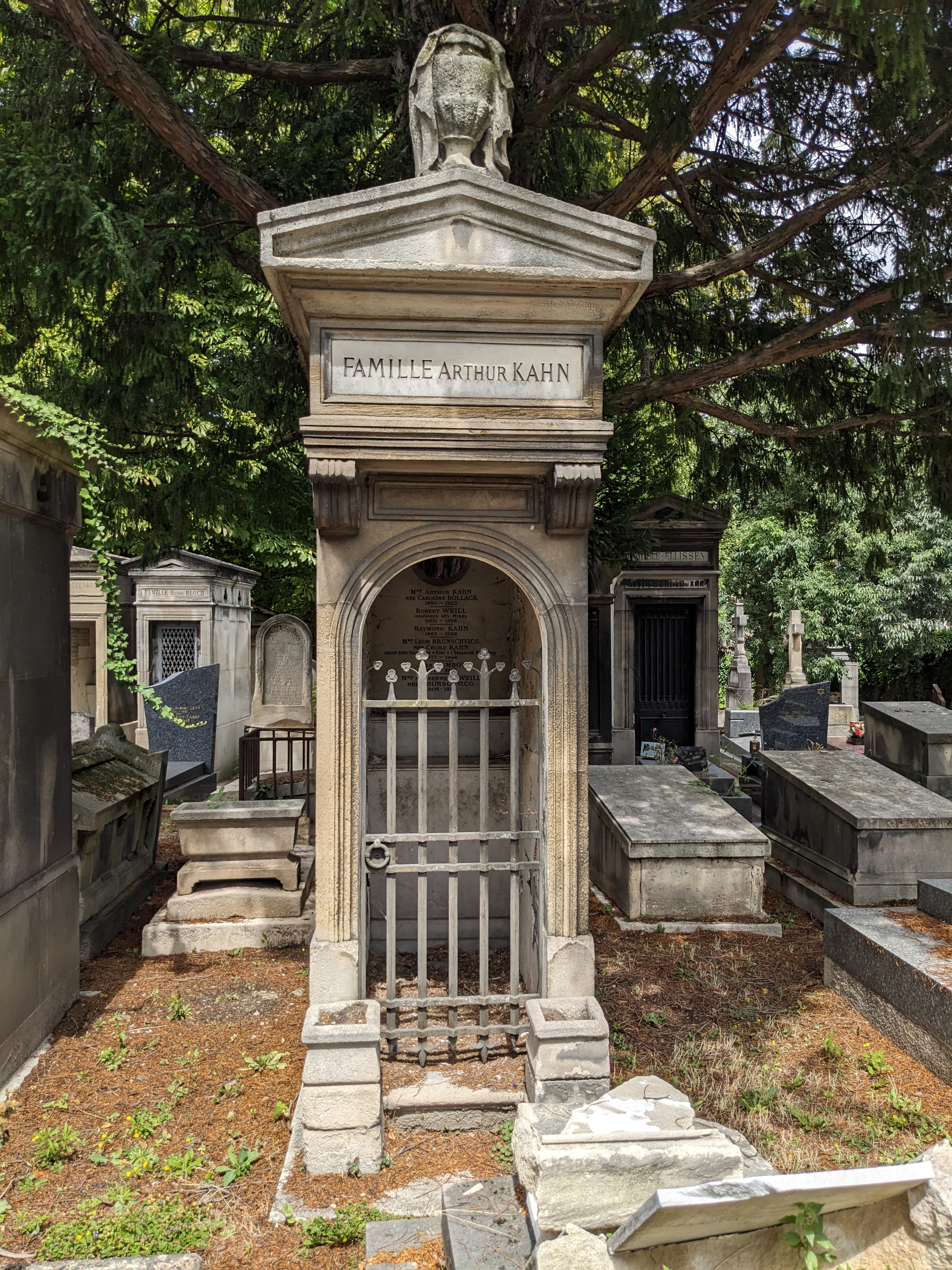
Tombe Cécile Brunschvicq née Kahn au cimetière de Montmartre.

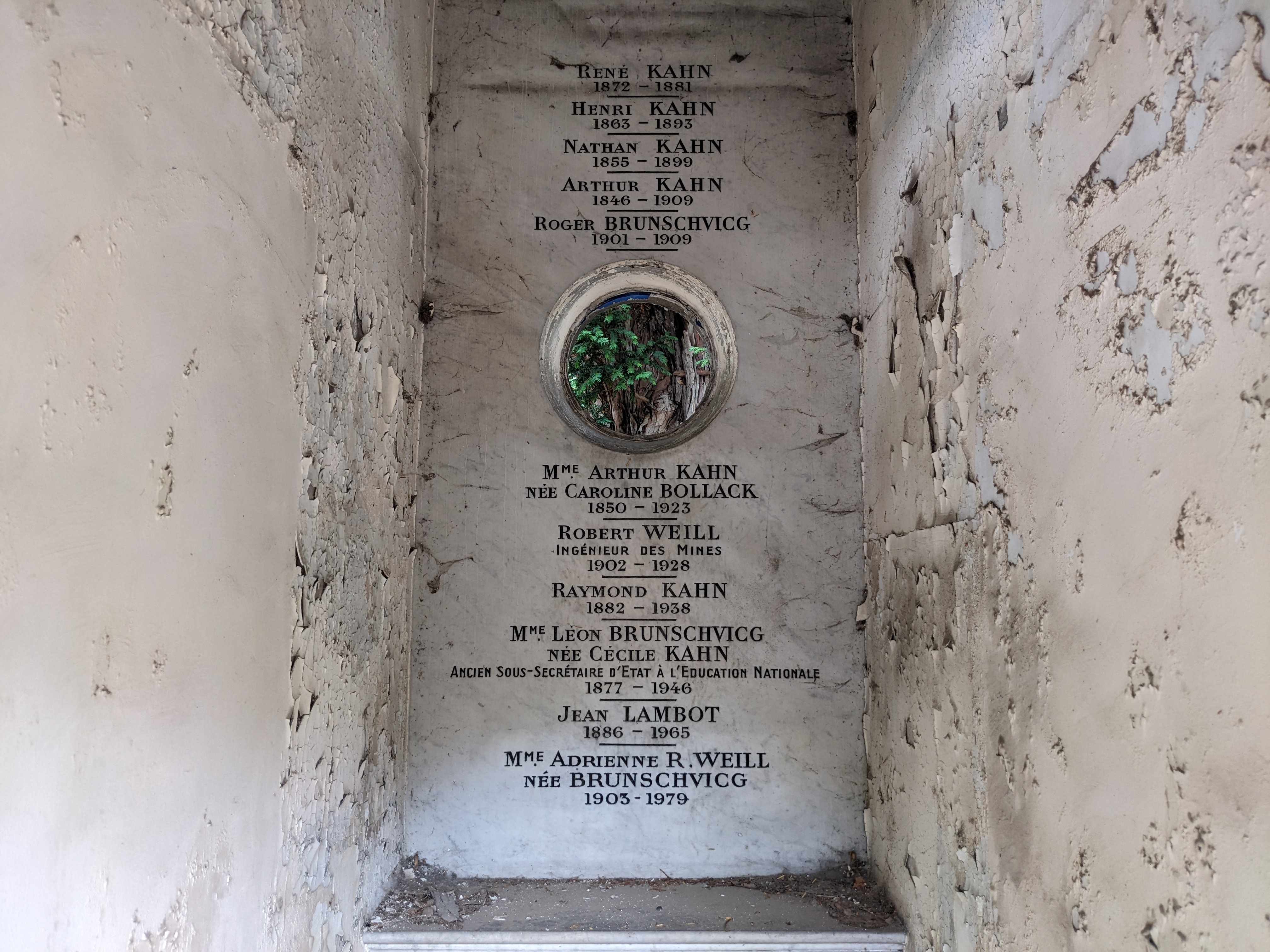
Inscription tombe de la famille Kahn.

Cécile Brunschvicg meurt le 5 octobre 1946 à Neuilly-sur-Seine. Elle est inhumée au cimetière de Montmartre (3e division). Ses archives sont déposées au Centre des archives du féminisme à l'université d'Angers en 2000.

## Hommages
- Rue Cécile-Brunschvicg, à Nantes.

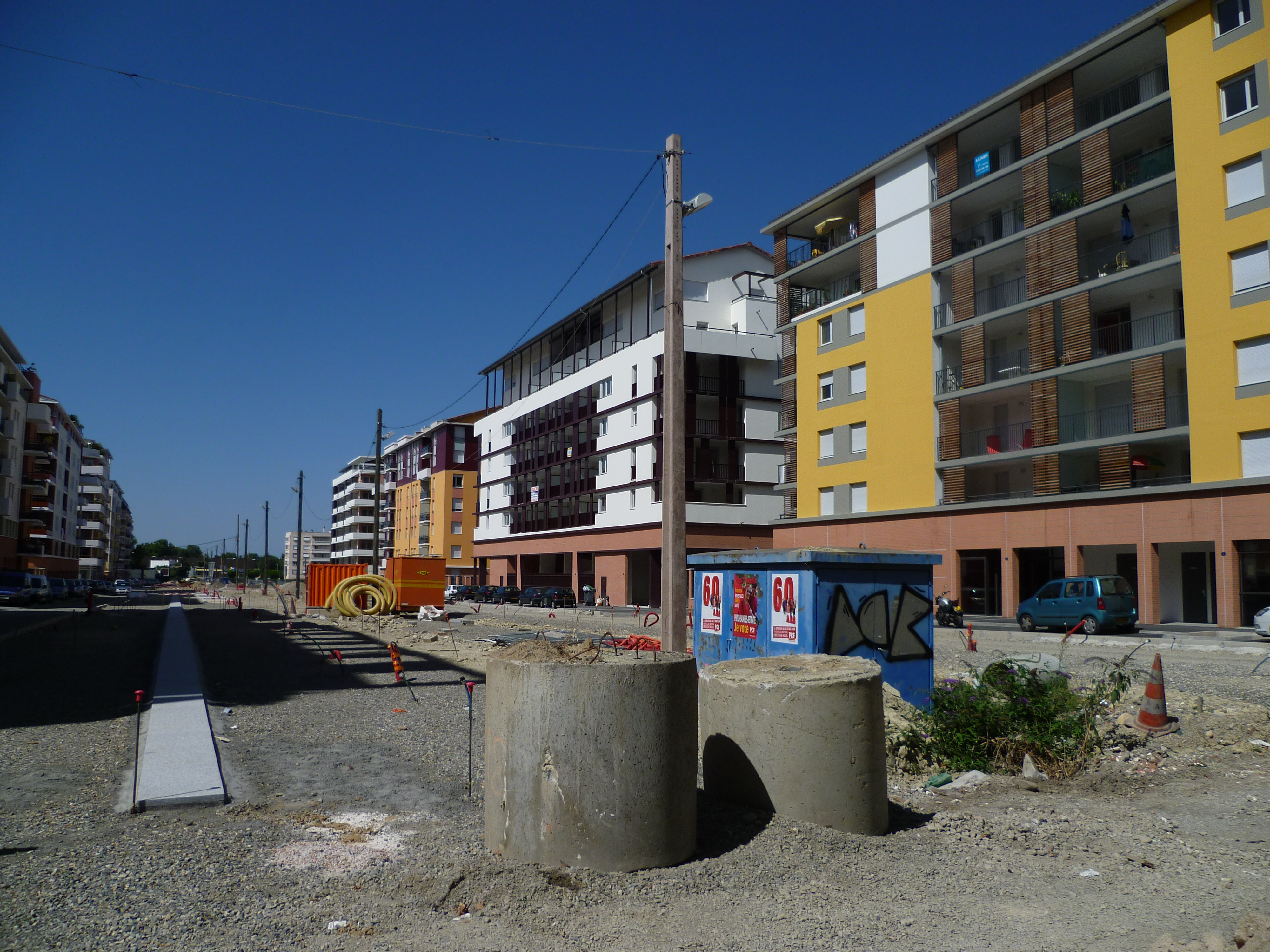
La nouvelle « rue Cécile-Brunschvicg » en construction, à Toulouse.

- Place Cécile-Brunschvicg, à Paris, dans le 18e arrondissement (2008).
- Place Cécile-Brunschvicg , à Pantin au sein du programme ZAC du Port près du Canal de l'Ourcq, face aux Magasins Généraux.
- Rue Cécile-Brunschvicg, à Toulouse (2009).
- Rue Cécile-Brunschvicg, à Cuincy (2010) et Rennes (2006).
- Rue Cécile-Brunschvicg, à Tomblaine.
- Salle Cécile-Brunschvicg, à la DGRH du ministère de l'Éducation nationale et de la Jeunesse.

## Décoration
- Officier de la Légion d'honneur

### Sources
- Fonds Cécile Brunschvicg du Centre des Archives du Féminisme (BU Angers)